# Hypoplectis simulatrix
Hypoplectis simulatrix är en fjärilsart som beskrevs av Thierry-mieg 1905. Hypoplectis simulatrix ingår i släktet Hypoplectis och familjen mätare. Inga underarter finns listade i Catalogue of Life.